# Teatr amatorski w Polsce
Teatr amatorski – spektakle i widowiska realizowane przez wykonawców, którzy nie mają wykształcenia aktorskiego. Teatr nie jest zazwyczaj głównym zajęciem aktorów amatorów, a traktowany jest przez nich raczej jako hobby. 

## Rys historyczny
Od czasów renesansu na dworach magnackich powstawały teatry zawodowe, półzawodowe lub amatorskie, natomiast na dworach mniej zamożnej szlachty - tylko amatorskie. W połowie XIX wieku teatr amatorski w Polsce odgrywał dużą rolę w budowaniu świadomości narodowej i podtrzymaniu kultury polskiej w czasach zaborów. Często się zdarzało, że granica pomiędzy amatorami a zawodowcami zacierała się pod względem doboru repertuaru, czy zastosowania techniki zawodu aktorskiego.
Pod koniec wieku XIX można było zaobserwować rozwój teatru ludowego na terenach wiejskich. Organizowano duże widowiska, spektakle plenerowe z udziałem kilkuset wykonawców. W 1919 roku powstał Związek Teatrów Ludowych, a w 1929 roku Jędrzej Cierniak założył Instytut Teatrów Ludowych w Warszawie. W latach dwudziestych na wsi nastąpił rozkwit sztuki teatralnej, powstało ponad 10000 zespołów, prezentujących się przy okazji okoliczności państwowych, rocznic, świąt itp.
Po II wojnie światowej scena ludowa rozwijała się także w miastach. powstawały zespoły przy parafiach i partiach lewicowych, zwanych partiami robotniczymi. PRL upowszechniała ten rodzaj teatru, popierając i dofinansowując wykonawców ludowych, ale teatr amatorski był odgórnie kontrolowany. Z czasem zlikwidowano wszystkie niezależne amatorskie zespoły istniejące przed wojną, prezentujące punkt widzenia niezgodny z linią partii. Zmiany w tym względzie nastąpiły dopiero po śmierci Stalina w 1956 roku. W 1962 roku zawiązał się Związek Teatrów Amatorskich, a w 1972 został przyjęty do Towarzystwo Kultury Teatralnej.
Pod koniec XX wieku teatry amatorskie przeniosły się pod opiekę regionalnych Domów Kultury, choć zdarzają się przypadki niezależnej działalności teatrów amatorskich w żaden sposób z nimi niezwiązanych.

## Festiwale teatrów amatorskich
Obecnie w Polsce odbywa się wiele festiwali teatru amatorskiego. Do najstarszych z nich należą:
- Ogólnopolskie Spotkania Amatorskich Teatrów Jednego Aktora - Zgorzelec (w 2007 roku XXXVI edycja)
- Biesiada Teatralna. Konfrontacje Zespołów Teatralnych Małych Form - Horyniec Zdrój (w 2008 roku XXIX edycja)
- Ogólnopolskie Forum Teatrów Szkolnych w Poznaniu (odbywa się co dwa lata, w 2008 roku XIV edycja)
- Ogólnopolskie Spotkania Teatrów Amatorskich 'Teatr po pracy" w Solcu Kujawskim
- Ogólnopolskie spotkania amatorskich  teatrów dramatycznych, publicystycznych, teatrów poezji i kabaretów "Proscenium" w Nysie (2018r-XXXVI edycja)